# Kira Buckland
Kira Buckland (Anchorage, Alaska, 16 de julio de 1987) es una actriz de doblaje estadounidense.

## Carrera
Buckland comenzó la actuación de voz en 2004, donde trabajó en radioteatro, videojuegos y algunas animaciones flash. Mientras estudiaba en la Universidad de Alaska Anchorage, se convirtió en presidente de su club de anime y fundó la primera convención de anime Senshi-Con basado en Anchorage, Alaska. Buckland se graduó con un título japonés. Ella ganó la competencia AX Idol Voice Acting en la Anime Expo 2007. Se unió a Bang Zoom! Entertainment en una variedad de espectáculos de anime. Buckland volvió a Senshi-Con como invitada en febrero de 2009.

## Filmografía

### Anime
- JoJo's Bizarre Adventure: Stone Ocean - Jolyne Cujoh

### Series Animadas
- Bonus Stage – Elly, June, Sasha
- Death Battle: Gaara VS Toph – Toph Beifong
- Lalaloopsy Girls: Welcome to L.A.L.A. Prep School – Jewel Sparkles
- Miraculous Ladybug – Voces adicionales[4]

### Videojuegos
- Luminous Arc 2: Elicia
- Paladins: Evie
- Nier:Automata: 2B
- Genshin Impact: Kuki Shinobu
- CrisTales: Crisbell
- Skullgirls: Marie
- Yandere Simulator: Akane Toriyasu